# Wola Filipowska
Wola Filipowska – wieś w Polsce położona w województwie małopolskim, w powiecie krakowskim, w gminie Krzeszowice.

## Integralne części wsi
| SIMC    | Nazwa      | Rodzaj     |
| ------- | ---------- | ---------- |
| 0324895 | Białka     | przysiółek |
| 0324850 | Borek      | część wsi  |
| 0324866 | Pasternik  | część wsi  |
| 0324872 | Stara Wola | część wsi  |

## Przynależność terytorialna
Do 1795 r. wieś wchodziła w skład powiatu krakowskiego i województwa krakowskiego, a od lipca 1796 r. do 15 lipca 1809 r. w skład cyrkułu krakowskiego Galicji Zachodniej. W latach 1815–1846 wieś położona była na terenie Wolnego Miasta Krakowa, potem w zaborze austriackim. W latach 1846–1853 wchodziła w skład powiatu krakowskiego. W latach 1853–1939 wchodziła w skład powiatu chrzanowskiego. Od 26 października 1939 r. do 18 stycznia 1945 r. wieś należała do gminy Kressendorf w Landkreis Krakau, dystryktu krakowskiego w Generalnym Gubernatorstwie. Po wojnie od 1945 do 1975 ponownie w powiecie chrzanowskim. W latach 1954–1972 wieś była siedzibą gromady Wola Filipowska, w skład jednostki weszły obszary dotychczasowych gromad Wola Filipowska (bez przysiółka Dulowa (Białka)) ze zniesionej gminy Tenczynek i Filipowice ze zniesionej gminy Nowa Góra w powiecie chrzanowskim. W latach 1973–1976 miejscowość należała do gminy Tenczynek w powiecie chrzanowskim. W latach 1975−1998 miejscowość administracyjnie należała do województwa krakowskiego. Pod koniec lat 90. XX w. od Woli Filipowskiej odłączono wschodnie tereny wsi (tzw. Zielona) przyłączając je do miasta Krzeszowice. W późniejszym okresie nadano nazwy ulic, dwa razy zmieniane. 1 stycznia 2006 r. odłączono część Woli Filipowskiej do Dulowej. W 2010 wzdłuż każdej z ulic wprowadzono nową uporządkowaną numerację domów.

## Położenie
Wieś położona głównie w Rowie Krzeszowickim, a południowe krańce wsi na Garbie Teńczyńskim. Od południa i południowego zachodu otoczona Puszczą Dulowską.
Przez miejscowość przebiega linia kolejowa nr 133 Kraków – Katowice (przystanek Wola Filipowska) oraz droga krajowa 79 (odcinek tej drogi w Woli Filipowskiej jest na 18 miejscu w Małopolsce miejsc szczególnie niebezpiecznych na drogach krajowych). Przez wieś przepływa Dulówka i Filipówka.
Wieś graniczy od północy z Filipowicami, ze wschodu z Krzeszowicami, od południowego wschodu z Tenczynkiem, od południowego zachodu) z Rudnem, od zachodu z Dulową.

## Infrastruktura
- Zespół Placówek Oświatowych;
- kościół rzymskokatolicki pw. św. Maksymiliana Kolbe i Królowej Polski;
- remiza OSP;
- cmentarz;
- biblioteka;
- klub piłkarski LKS „Wolanka”;
- przystanek kolejowy.

W 2000 roku powstała grupa śpiewacza „Wolanie”. Oprócz wyznawców religii rzymskokatolickiej, istnieje też grupa Świadków Jehowy (ok. 1% – 25 osób).

## Historia
Pierwotna Wola znajdowała się na miejscu obecnego przysiółka Stara Wola, położonego wśród Puszczy Dulowskiej w kierunku Rudna. Mieszkańcy wsi początkowo zajmowali się pędzeniem smoły i wypalaniem węgla drzewnego dla pobliskiego zamku Tenczyn.
W 1595 roku wieś położona w powiecie proszowskim województwa krakowskiego była własnością wojewodziców krakowskich: Gabriela, Andrzeja i Jana Magnusa Tęczyńskich.
W XVIII w. należała do okręgu parafialnego w Tenczynku. W poł. XIX w. na wschodnim skraju wsi, na pograniczu z Krzeszowicami (obecnie teren administracyjny tego miasta), umieszczono cegielnię, przeniesioną przez Potockich z Tenczynka. Produkowane tu z ogniotrwałej glinki mirowskiej i grojeckiej piece i kuchnie kaflowe stały się znane także za granicą (np. na Bukowinie i na Węgrzech).
Na pocz. XX w. we wsi działała kuźnia kowalska oraz warsztat powroźniczy.

## Miejsca pamięci
Przy granicy z Krzeszowicami stoi głaz, upamiętniający miejsce rozstrzelania 23 listopada 1943 przez Niemców 42 zakładników z więzienia Gestapo przy ul. Montelupich w Krakowie. Trzy dni wcześniej (20 listopada 1943) gestapowiec i niemiecki strażnik kolejowy (Bahnschutz) ulegli we wsi wypadkowi podczas rozminowania torów. Strażnik zmarł. Niemcy nie wykryli sprawców podłożenia dynamitu, mimo to dokonali odwetu.
Przy kościele parafialny znajduje się pomnik upamiętniający wszystkie ofiary sowieckiej agresji, w tym jeńców obozów w Kozielsku, Starobielsku i Ostaszkowie. Pomnik został odsłonięty 25 września 1993 r.
Na dziedzińcu kościelnym wzniesiono także pomnik patrona kościoła św. Maksymiliana Maria Kolbe, zamordowanego przez Niemców w KL Auchwitz oraz pomniki św. Jana Pawła II, kardynała Stefana Wyszyńskiego oraz budowniczego kościoła, ks. Mieczysława Mądrzyka.

## Szlaki rowerowe
– z Krzeszowic przez Miękinię, Dolinę Kamienic, Wolę Filipowską, Puszczę Dulowską, Las Orley, rezerwat przyrody Dolina Potoku Rudno, Sankę, Dolinę Sanki i Niedźwiedzią Górę do Krzeszowic.

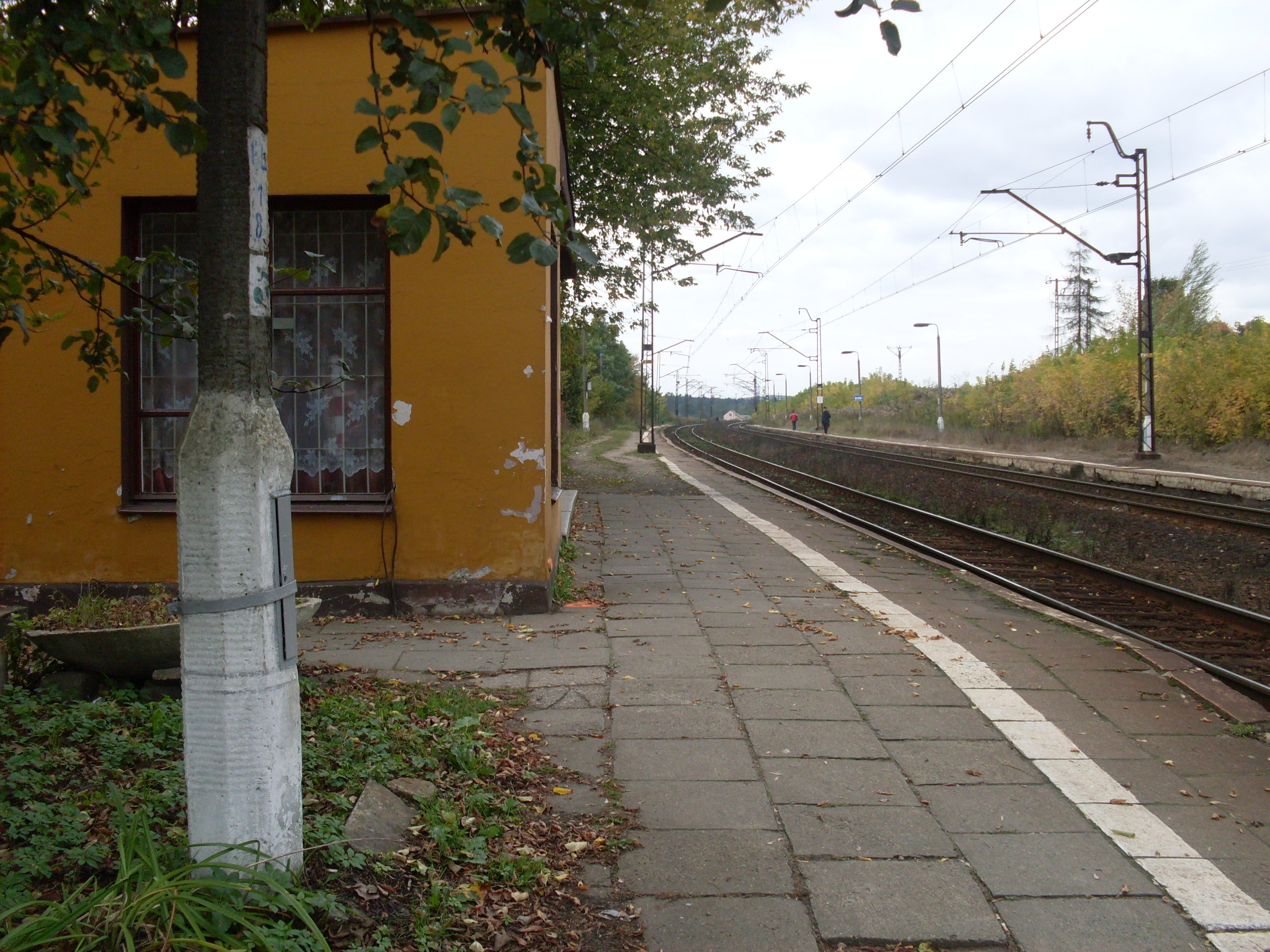
Przystanek kolejowy Wola Filipowska
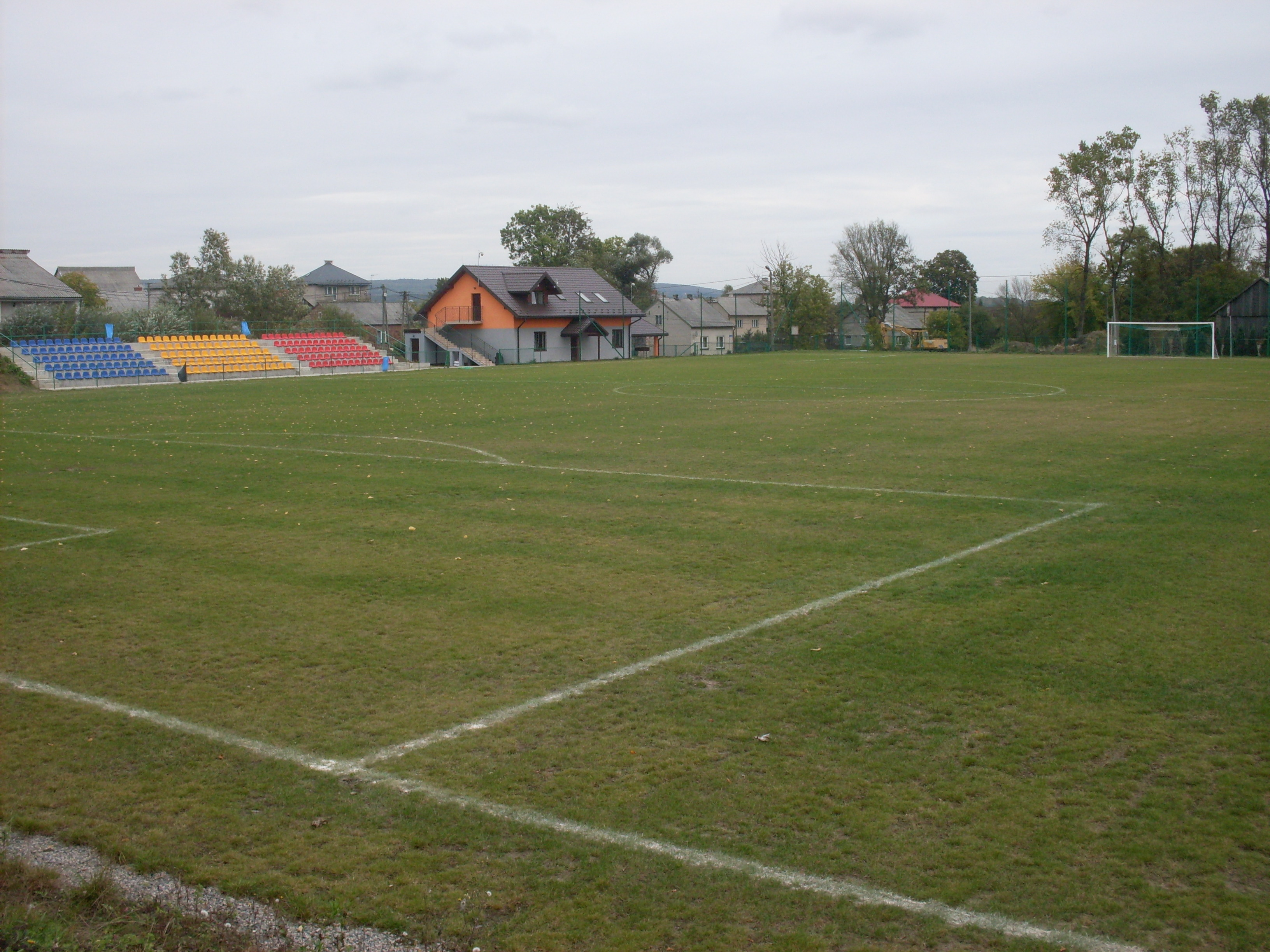
Boisko
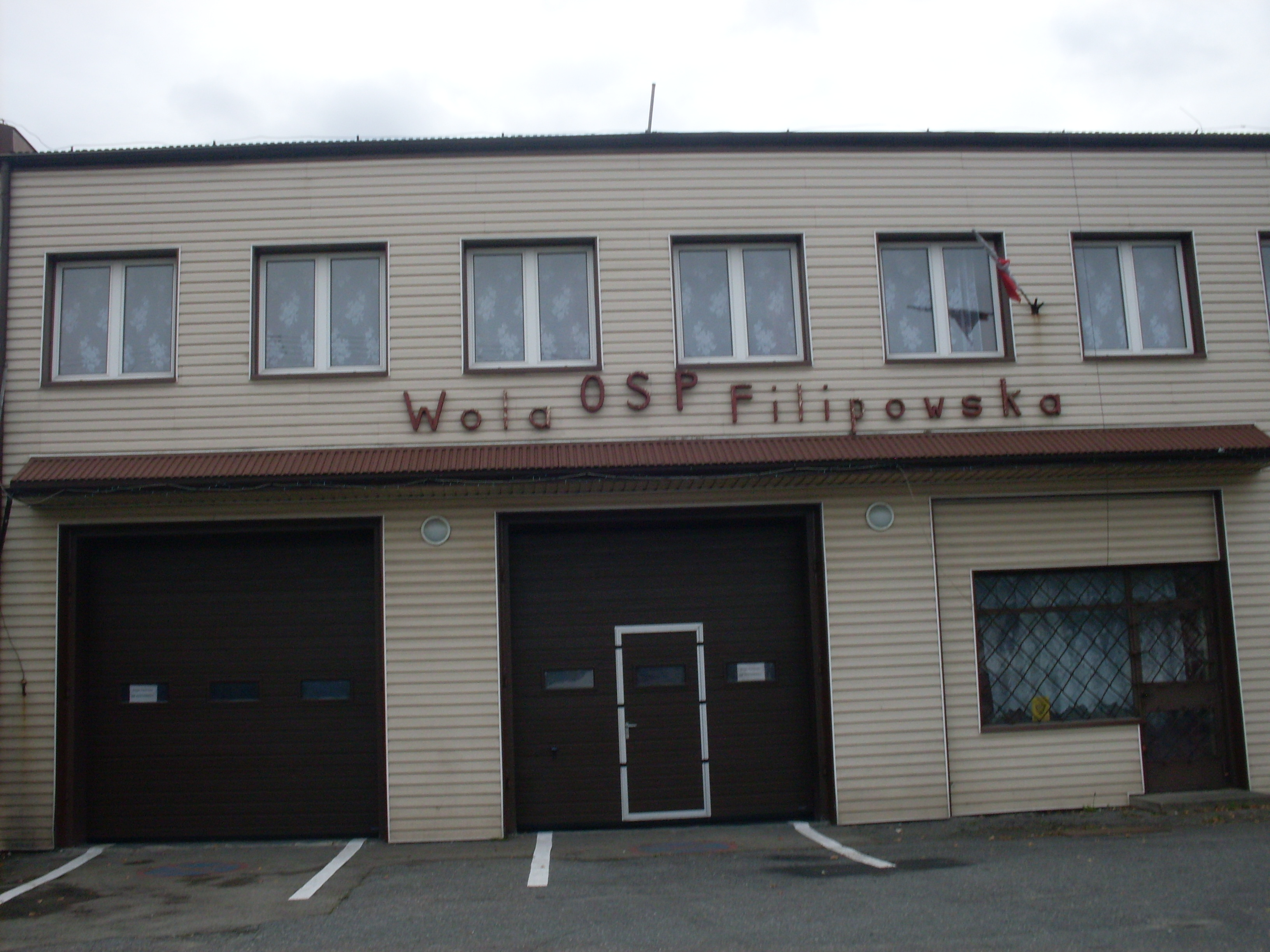
Remiza
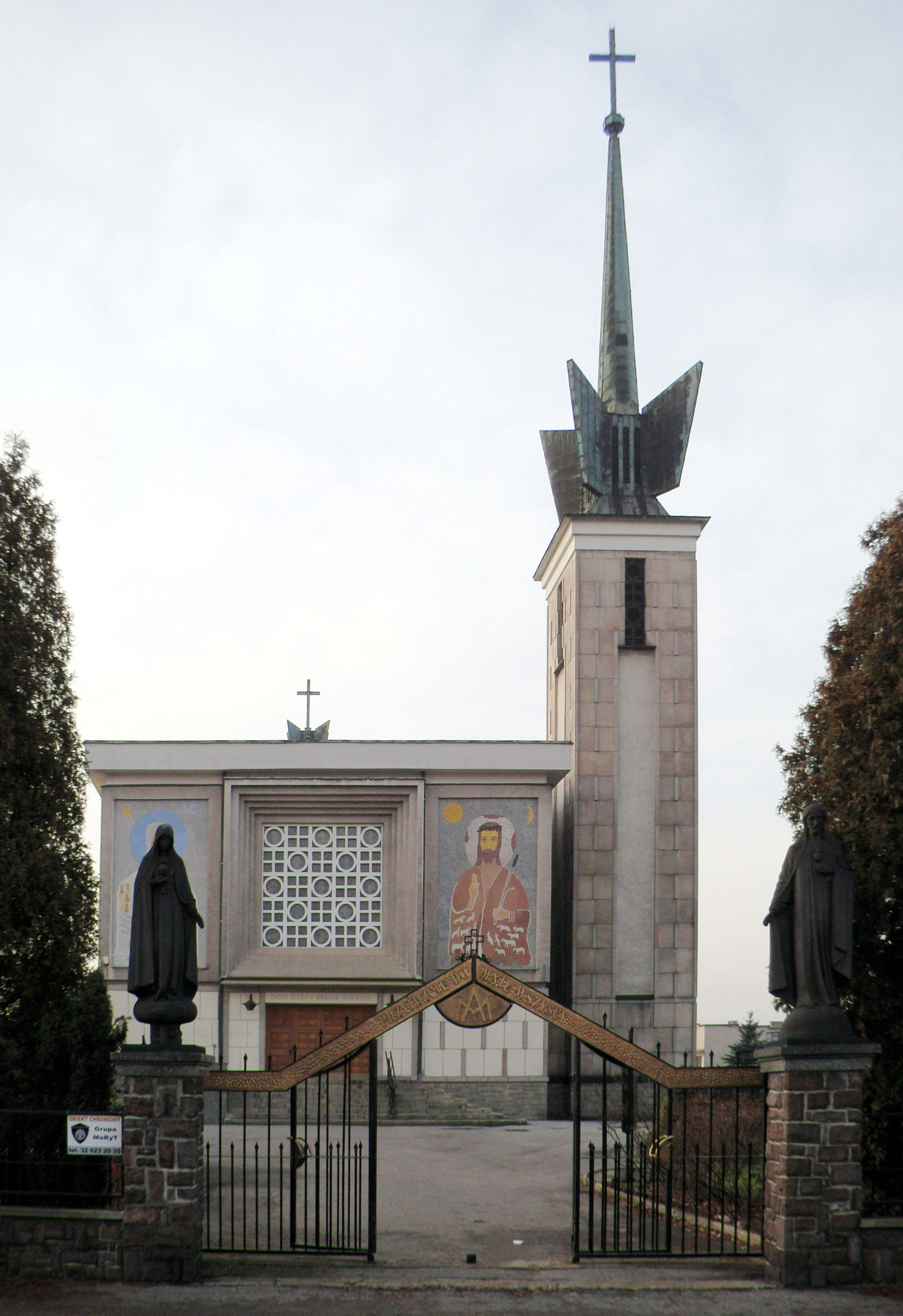
Kościół pw. św. Maksymiliana Kolbe i Królowej Polski